# Dubstar
I Dubstar sono un gruppo musicale inglese di musica dream pop e indie dance. Il gruppo è stato fondato nel 1992 da Steve Hillier e Chris Wilkie a Newcastle-upon-Tyne.

## Storia
Nel 1994 il gruppo diventa un trio, formato a Newcastle e costituito da Steve Hiller (cantautore e tastierista), Chris Wilkie (chitarra) e dalla cantante Sarah Blackwood. Firmano per la Food Records dopo aver presentato una demo contenente la cover del brano St. Swithin's Day di Billy Bragg. Nel 1995 pubblicano il disco d'esordio, intitolato Disgraceful. Il disco ottiene un ottimo riscontro sia da parte del pubblico che dalla critica. e si avvale della collaborazione di Stephen Hague (già collaboratore di New Order e Pet Shop Boys). Disgraceful contiene la hit Not So Manic Now. Nel 1997 viene prodotto Goodbye, pubblicato l'anno dopo negli Stati Uniti dalla Polydor Records. Il terzo album, Make It Better, viene pubblicato nel 2000.
A causa di incomprensioni tra Hilier e la Blackwood, la band decide di sciogliersi nel dicembre del 2000. La Blackwood si inserisce in un nuovo gruppo, i Technique (band di supporto ai Depeche Mode), prima di fondare i Client. Nel 2004 viene pubblicata la raccolta Stars: The Best of Dubstar.
Nel 2008 Sarah Blackwood pubblica un disco solista a cui partecipa anche il chitarrista Wilkie. Steve Hillier si dedica principalmente alle attività di DJ, autore e produttore discografico.
Nell'aprile 2010 la band si riunisce per un progetto di beneficenza.

## Discografia

### Album
- 1995 - Disgraceful
- 1997 - Goodbye
- 2000 - Make It Better
- 2004 - Stars: The Best of Dubstar (raccolta)